# Samo Fakin
Samo Fakin, slovenski zdravnik in politik, * 31. julij 1957, Trbovlje. 
Fakin je nekdanji minister za zdravje v 13. vladi Republike Slovenije, pred tem pa je bil med leti 2007 in 2016 generalni direktor Zavoda za zdravstveno zavarovanje Slovenije.